# Anisochromis kenyae
Anisochromis kenyae là một loài cá biển thuộc chi Anisochromis trong họ Cá đạm bì. Loài này được mô tả lần đầu tiên vào năm 1954. Tên tiếng Anh của loài này được gọi là Annie.

## Phân bố và môi trường sống
A. kenyae phân bố tương đối rộng rãi ở phía tây Ấn Độ Dương, và được tìm thấy dọc theo vùng duyên hải Đông Phi, quần đảo Comoro và phía bắc đảo Madagascar. A. kenyae thường sống xung quanh các rạn san hô; khi triều rút, chúng được nhìn thấy trong các hồ thủy triều, sống ở độ sâu khoảng 9 m trở lại.

## Mô tả
A. kenyae trưởng thành dài khoảng 3 cm và là loài dị hình giới tính. Cá thể đực lớn và dài hơn cá thể mái. Đầu của A. kenyae đực có màu đỏ cam hoặc đỏ tươi. Thân có màu xanh đen, lốm đốm những chấm màu xanh lơ, sau mắt có sọc xanh lơ. Gốc vây lưng và vây hậu môn có sọc màu cam hoặc vàng. A. kenyae mái có thân và đầu màu nâu xám. Vây lưng, đuôi và vây hậu môn có màu lục nhạt.
Số ngạnh ở vây lưng: 1; Số vây tia mềm ở vây lưng: 25 - 26; Số ngạnh ở vây hậu môn: 1; Số vây tia mềm ở vây hậu môn: 17 - 18; Số vây tia mềm ở vây bụng: 13 - 15; Số ngạnh ở vây bụng: 1; Số vây tia mềm ở vây bụng: 4.
Thức ăn của A. kenyae có lẽ là rong tảo và các sinh vật phù du nhỏ. A. kenyae là loài lưỡng tính, cá con mới nở mang hình thái của cá mái.
A. kenyae rất khó vì kích thước khá nhỏ.